# Fritz Hübner
Fritz Hübner (25 avril 1933 - 16 juin 2000) est un chanteur d'opéra allemand tenant les emplois de basse. Il est surtout connu comme chanteur wagnérien.
Il est né à dans les anciennes Sudètes à Zakšov (cs),Tchéquie, Sachsengrün en allemand, et étudia au conservatoire de Dessau avant de faire ses débuts dans Rigoletto au théâtre de Bernburg en 1957. Il interpréta les rôles de Fanner et de Hagen dans le Ring du centenaire de Boulez-Chéreau au Festival de Bayreuth (1976-1980).
Fritz Hübner créa Der letzte Schuss de Siegfried Matthus en 1966 ; Reiter in der Nacht de Ernst Hermann Meyer (de) en 1973 et Sabellicus de Rainer Kunad (en) en 1974. Il se produisit surtout sur les scènes allemandes ; toutefois, il chanta Hermann de Tannhaüser à sept reprises au Metropolitan Opera de New York lors de la saison 1982-1983.
Fritz Hübner est mort à Berlin à l'âge de 67 ans.

## Discographie
- Das Rheingold - Orchestre et chœur du Festival de Bayreuth, direction Pierre Boulez, 1979, Philips ;
- Siegfried - Orchestre et chœur du Festival de Bayreuth, direction Pierre Boulez, 1980, Philips ;
- Götterdämmerung - Orchestre et chœur du Festival de Bayreuth, direction Pierre Boulez, 1980, Philips ;
- Der Ring des Nibelungen - Orchestre et chœur du Festival de Bayreuth, direction Pierre Boulez, 2 CD 1988, Philips Classics.